# Bright Lights, Bigger City
Bright Lights Bigger City è un brano musicale del cantante statunitense Cee Lo Green, estratto come terzo singolo discografico dall'album The Lady Killer. Il brano è stato prodotto da Ben H. Allen III e Graham Marsh, e scritto da Cee Lo, Tony Reyes e Ben H. Allen III. Il singolo è stato pubblicato il 27 marzo 2011 ed ha raggiunto la diciassettesima posizione della classifica dei singoli più venduti nel Regno Unito. la versione del brano pubblicata sul singolo figura la partecipazione, non accreditata, del rapper Wiz Khalifa. Il brano utilizza un campionamento di You Only Live Twice, colonna sonora del film Agente 007 - Si vive solo due volte, ed era interpretato da Nancy Sinatra e composto da John Barry; inoltre, è la canzone ufficiale del PPV della WWE, SummerSlam 2011.

## Tracce
Digital Download
1. Bright Lights Bigger City (feat. Wiz Khalifa) - 3:37

Promotional CD Single Set
- CD1

1. Bright Lights Bigger City - 3:41

- CD2

1. Bright Lights Bigger City (feat. Wiz Khalifa) - 3:37

ìPromo - CD-Single
1. Bright Lights Bigger City (Radio Edit) - 3:37
2. Bright Lights Bigger City (Album Edit) - 3:39
3. Bright Lights Bigger City (Remix w/ Rap) - 3:37

## Classifiche
| Classifica (2011) | Posizione più alta |
| ----------------- | ------------------ |
| Belgio (Fiandre)  | 45                 |
| Bulgaria          | 8                  |
| Canada            | 83                 |
| Irlanda           | 36                 |
| Italia            | 36                 |
| Paesi Bassi       | 24                 |
| Nuova Zelanda     | 6                  |
| Regno Unito       | 13                 |
| Scozia            | 19                 |
| Stati Uniti       | 39                 |
| Italia            | 38                 |